# EU-Konformitätserklärung
Die EU-Konformitätserklärung ist eine besondere Form der Konformitätserklärung im gesetzlich geregelten Bereich zum Nachweis der Erfüllung der Anforderungen Europäischer Richtlinien oder Europäischer Verordnungen.

## Grundlagen
Mit der EU-Konformitätserklärung bestätigt der „verantwortliche Hersteller“ oder sein Bevollmächtigter (mit Sitz in der EU) in alleiniger Verantwortung und rechtsverbindlich, dass ein von ihm in Verkehr gebrachtes Produkt den grundlegenden Gesundheits- und Sicherheitsanforderungen aller relevanten europäischen Richtlinien entspricht, also mit ihnen konform ist. Die EU-Konformitätserklärung ist zwingende Voraussetzung für die CE-Kennzeichnung und das Inverkehrbringen des entsprechenden Produktes im Europäischen Wirtschaftsraum.

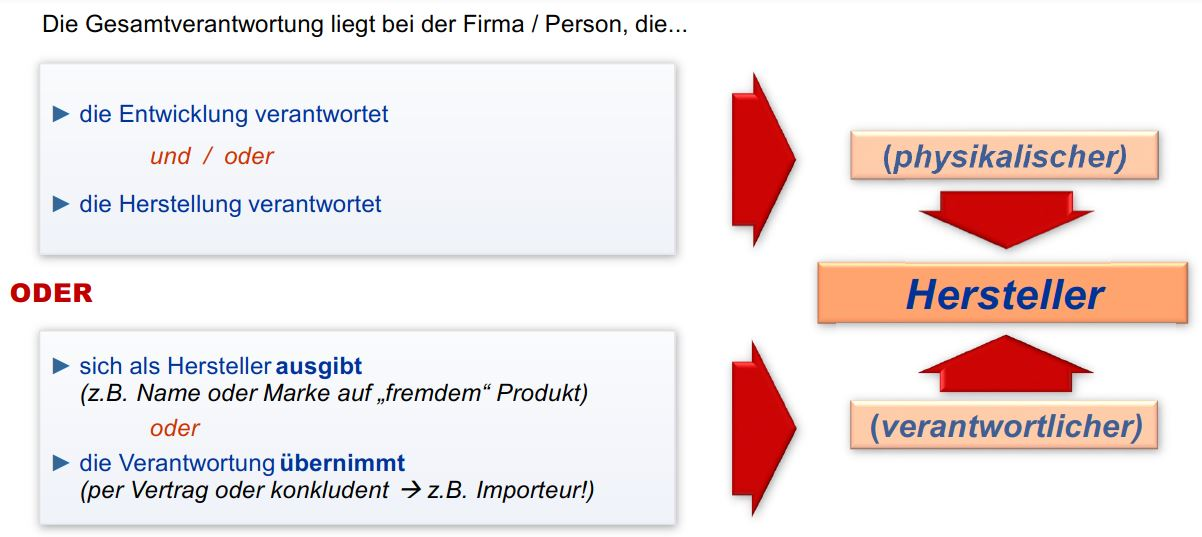

„Hersteller“ im Sinne der EU-Gesetzgebung ist entweder …
- der tatsächliche (im Bild: „physikalische“) Hersteller des Produkts, oder
- die Rechtsperson, die sich als Hersteller deklariert (z. B. durch Anbringen seines Firmennamens, im Bild: „verantwortlicher“) und damit die entsprechenden Verpflichtungen übernimmt

oder, falls die beiden vorgenannten ihre Pflichten nicht erfüllen …
- der Importeur oder der Inverkehrbringer: „de facto Hersteller“.

Da jedes (auch komplexe) Produkt einen und nur einen Hersteller haben muss, müssen sich ggf. mehrere am Entwicklungs- oder Herstellungsprozess Beteiligte, die alle Einfluss auf die Produktsicherheit haben können, auf einen „verantwortlichen Hersteller“ einigen, der zumindest formal die Gesamtverantwortung übernimmt. Das trifft auch auf Konsortien ohne eigene Rechtsform zu.
Der erforderliche Inhalt der EU-Konformitätserklärung, ist jeweils in den einzelnen EU-Richtlinien festgelegt. Anforderungen an die Form und das Aussehen werden dagegen nicht getroffen. Allgemeine Anforderungen an den Inhalt von Konformitätserklärungen und auch Gestaltungsvorschläge sind in den Normen EN ISO/IEC 17050-1 und EN ISO/IEC 17050-2 sowie im Blue Guide der Europäischen Kommission enthalten.
Die Konformitätserklärung verbleibt grundsätzlich beim Hersteller, der sie auf Verlangen den Marktüberwachungsbehörden zur Verfügung stellt. Die Behörden können eine Übersetzung in eine für sie verständliche Sprache verlangen. Einige EU-Richtlinien (z. B. die Maschinenrichtlinie, Druckgeräterichtlinie, ATEX-Produktrichtlinie) fordern, dass die EU-Konformitätserklärung jedem ausgelieferten Produkt beizufügen ist. In diesem Fall muss die Erklärung in einer Sprache, „die von den Endnutzern und den Marktüberwachungsbehörden leicht verstanden werden kann“, übersetzt sein.
In der Regel verbleibt die Erklärung als Teil der technischen Unterlagen beim Hersteller. Die Konformitätserklärung ist auf Verlangen von Aufsichtsbehörden diesen „in angemessener Zeit“ vorzulegen. Die Aufsichtsbehörde kann eine Übersetzung in „eine von ihr bevorzugte Sprache“ verlangen.
Ist ein Produkt von mehreren EU-Richtlinien betroffen, die alle die CE-Kennzeichnung verlangen, so sind für dieses Produkt alle Richtlinien auf einer EU-Konformitätserklärung zusammenzufassen. Ein Dossier aus mehreren einzelnen Erklärungen ist ebenfalls erlaubt.

## Bezeichnung
Mit der Umsetzung des Vertrages von Lissabon wurde die Europäische Gemeinschaft (EG) 2011 in die Europäische Union (EU) weiterentwickelt. Dadurch ändert sich die Bezeichnung von der EG-Konformitätserklärung in EU-Konformitätserklärung für alle Konformitätserklärungen, die nach Richtlinien erstellt werden, die ab 2011 veröffentlicht wurden. Die neue Bezeichnung wurde erstmals in der RoHS-Richtlinie 2011/65/EU vom 8. Juni 2011 verwendet. Konformitätserklärungen die nach gültigen Richtlinien erstellt werden, die vor 2011 veröffentlicht wurden (z. B. Maschinenrichtlinie), müssen noch als EG-Konformitätserklärungen bezeichnet werden und haben dabei dieselbe Gültigkeit.